# Sachsebåane
Koordinaten: 54° 24′ 0″ S, 3° 25′ 0″ O
Die Sachsebåane (englisch Sachse Rocks) sind eine Gruppe vom Meer überspülter Rifffelsen unmittelbar nördlich der Bouvetinsel. Sie liegen rund 300 m südöstlich des Kap Valdivia.
Kartiert und benannt wurden sie im Dezember 1927 bei der ersten vom norwegischen Walfangunternehmer Lars Christensen finanzierten Antarktisfahrt der Norvegia (1927–1928) unter Kapitän Harald Horntvedt (1879–1946). Namensgeber ist Walter Sachse, Navigationsoffizier an Bord der Valdivia während der Valdivia-Expedition (1898–1899) unter der Leitung von Carl Chun, bei der erstmals die geographische Position der Bouvet-Insel genau erfasst wurde.